# Gabriel Elorriaga Fernández
Gabriel Elorriaga Fernández (Ferrol, La Coruña, 4 de febrero de 1930-Madrid, 27 de abril de 2025) fue un abogado, periodista y político español.

## Biografía
Licenciado en Derecho por la Universidad Complutense de Madrid, ingresó en el Colegio de abogados de Madrid en 1957. Fue dirigente del sindicato estudiantil, SEU, y colaboró con los sectores que intentaron democratizar el sistema. Debido a ello fue una de las siete personas encarceladas y procesadas con motivo de las revueltas estudiantiles de 1956, en las cuales confluyeron por primera vez como precursores de la Transición los deseos de aperturismo de un grupo de diferentes tendencias políticas (Javier Pradera, Enrique Múgica, Ramón Tamames, Miguel Sánchez Ferlosio, José María Ruiz-Gallardón y Dionisio Ridruejo). Dirigió la revista universitaria "La Hora" y las publicaciones "Familia Española" y "Tribuna 30 días". Recibió los premios de periodismo "Ejército" (1976), "Álvaro de Bazán" de la Armada Española (1998) y el primer premio de literatura y periodismo "Camilo José Cela" de la S.A.F. (2017). Fue profesor de Teoría de la Información en la Escuela Oficial de Radio y Televisión. Fue académico correspondiente de Real Academia de la Historia y perteneció a la Academia Belgo-Española de Historia y a la Real Academia Hispanoamericana.
Gabriel Elorriaga ocupó distintos cargos. Fue director de publicaciones del Instituto de Estudios Políticos, Director del Gabinete del Ministro de Información y Turismo (con Manuel Fraga, 1962-1969), gobernador Civil de Santa Cruz de Tenerife (1969-1971) y Delegado del Servicio de Publicaciones del Ministerio de Trabajo.
Participó activamente en favor de la designación de Juan Carlos I de España como sucesor a título de Rey y en los trabajos preparatorios de la Constitución española de 1978 a través de su estrecha colaboración con Manuel Fraga. Al iniciarse la Transición impulsó la creación del partido Reforma Democrática, del que fue presidente regional de Madrid, posteriormente fundacional de Alianza Popular, principal fuerza integrante del actual Partido Popular.
Fue elegido diputado por Castellón en 1982 y reelegido en 1986, 1989 y 1993. Posteriormente fue elegido senador por esa misma provincia en las Elecciones Generales de 1996, 2000 y 2004. En el Congreso fue vicepresidente de la Comisión de Defensa y en el Senado presidente de la Comisión de Asuntos Exteriores, y formó parte de la representación española en la Asamblea Parlamentaria de la OTAN.
Fue condecorado con la Gran Cruz del Mérito Naval, Encomienda de Número de Isabel la Católica, Encomiendas del Mérito Civil, Mérito Agrícola y de Cisneros, y del Infante Don Henrique el Navegante de Portugal y del Libertador de Venezuela, entre otras.
Viudo de María del Coro Pisarik Villar, fueron padres de dos hijos: Beatriz y Gabriel, Diputado al Congreso por Madrid, y abuelos de seis nietos y una biznieta.

## Obras
Es autor de numerosos libros entre los que destacan: 
- La vocación política (1958). 7.ª edición prologada por Manuel Fraga en su último escrito político (2008) Ediciones B
- Información y política (1964) Editora Nacional
- Periodismo político en la España actual (1973) Fundación Continental
- Democracia fuerte (1975) Ediciones Digesa.
- Familia humana (1978) Ediciones Sedmay
- La senda constitucional (1979) Plaza y Janés
- La batalla de las autonomías (1983) Editorial Azara
- La hora de la alternativa (1990) Editorial Bitacora
- La lucha política contra la droga (1993) Prólogo de José María Aznar. Fundación Cánovas del Castillo
- Hacia un cuerpo de ejército europeo (1995) F.A.E.S.
- La diplomacia parlamentaria (2003) Imagine editores
- El camino de la concordia: de la cárcel al parlamento (2007)  Prólogo de Mariano Rajoy . Editorial Debate
- Sed de Dios (2012) Editorial Península
- España como solución (2012) Prólogo de Jesús Posada, epílogo de Fernando Jáuregui. Editorial Pigmalión
- Canalejas o el liberalismo social (2013) Congreso de los Diputados
- Fraga y el eje de la transición (2015) Congreso de los Diputados
- La Corona y el Poder. De Luis XIV de Francia a Felipe VI de España (2015) Centro de Estudios Políticos y Constitucionales
- El otro mundo (2015) Prólogo de Javier Sierra.  Glyphos Editores
- Así hablo Don Quijote (2016)  - Cuarto Centenario de la muerte de Cervantes. Glyphos Editores

Narrativa
- La isla del más allá (2019)  - 2.ª edición. Amazon
- Diktapenuria (2020) - Últimalinea, S.L.